# Gunung Karang Putih
Gunung Karang Putih är ett berg i Indonesien.   Det ligger i provinsen Aceh, i den västra delen av landet, 1 500 km nordväst om huvudstaden Jakarta. Toppen på Gunung Karang Putih är 3 334 meter över havet, eller 85 meter över den omgivande terrängen. Bredden vid basen är 0,54 km.
Terrängen runt Gunung Karang Putih är varierad. Runt Gunung Karang Putih är det glesbefolkat, med 20 invånare per kvadratkilometer. Det finns inga samhällen i närheten. I omgivningarna runt Gunung Karang Putih växer i huvudsak städsegrön lövskog.